# Sojuz 25
Sojuz 25 (ryska: Союз-25) var en flygning i det sovjetiska rymdprogrammet. Det var den första flygningen till den sovjetiska rymdstationen Saljut 6. Farkosten sköts upp med en Sojuz-raket från Kosmodromen i Bajkonur, den 9 oktober 1977. Dockning misslyckades och flygningen fick avbrytas i förtid. Farkosten återinträdde i jordens atmosfär och landade i Sovjetunionen den 11 oktober 1977.